# فيلق الهجوم الخامس
فيلق الهجوم الخامس، ويُسمى أيضًا الفيلق الخامس، كان فيلقًا تطوعيًا بالكامل، وهو تشكيل للجيش السوري شارك في الحرب الأهلية السورية ضد المعارضة السورية، وهيئة تحرير الشام، وتنظيم القاعدة في سوريا، وتنظيم الدولة الإسلامية. تأسس لأول مرة في عام 2016. على عكس الفيالق الأخرى في الجيش السوري، لم يكن الفيلق الخامس مقسمًا إلى فرق، بل كان يقود إحدى عشر لواءً، كما كان عدد الجنود العاملين الفعلي أقل (حوالي ثلث القوة البشرية في الفيالق الأخرى).